# FDJ-SUEZ

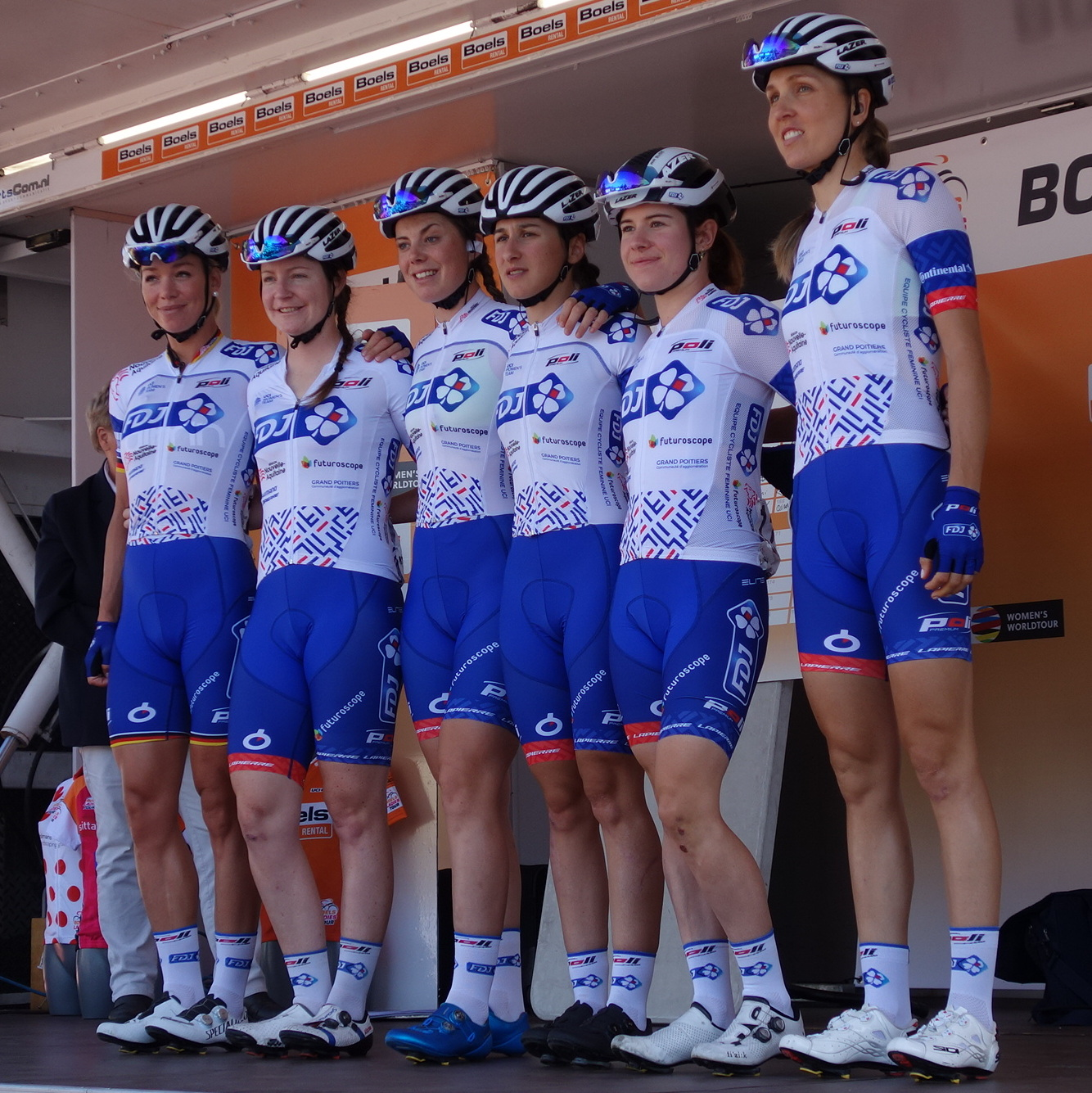
De ploeg in de Boels Ladies Tour 2019.

FDJ-SUEZ is een Franse wielerploeg voor vrouwen, die vanaf 2006 deel uitmaakt van het peloton. Naamgevers van het team zijn de sponsoren La Française des Jeux (FDJ) en SUEZ. In het verleden heette het team achtereenvolgens Vienne Futuroscope, Poitou-Charentes.Futuroscope.86, FDJ Nouvelle-Aquitaine Futuroscope en FDJ-Suez-Futuroscope. Vanaf 2017 is de ploeg verbonden aan de mannenploeg FDJ. Per 15 juli 2022 verving het bedrijf Suez de regio Nouvelle-Aquitaine als medenaamgever. Ook Futuroscope verdween na 2022 als naamgever, maar bleef net als de regio wel sponsor van de ploeg.
Naast de samenwerking met de mannenploeg, werd voor 2017 versterking gezocht in nieuwe rensters als de Australische Shara Gillow en de Nederlandse Roxane Knetemann, die beide overkwamen van Rabobank-Liv; de Japanse Eri Yonamine reed al vanaf augustus 2016 voor de ploeg. Voor het seizoen 2018 tekenden de Australische Lauren Kitchen en de Nederlandse Moniek Tenniglo (beide van WM3) en Rozanne Slik (Sunweb); Knetemann verliet het team al na één jaar. Na 2018 verlieten Tenniglo en Slik de ploeg, net als Roxane Fournier. Versterking voor 2019 kwam er van de Duitse Charlotte Becker, de Zweedse Emilia Fahlin en de jonge Franse talenten Marie Le Net en Jade Wiel.

## Bekende (oud-)rensters
N.B. zie voor 2021-2025 de jaarpagina's.

## Overwinningen

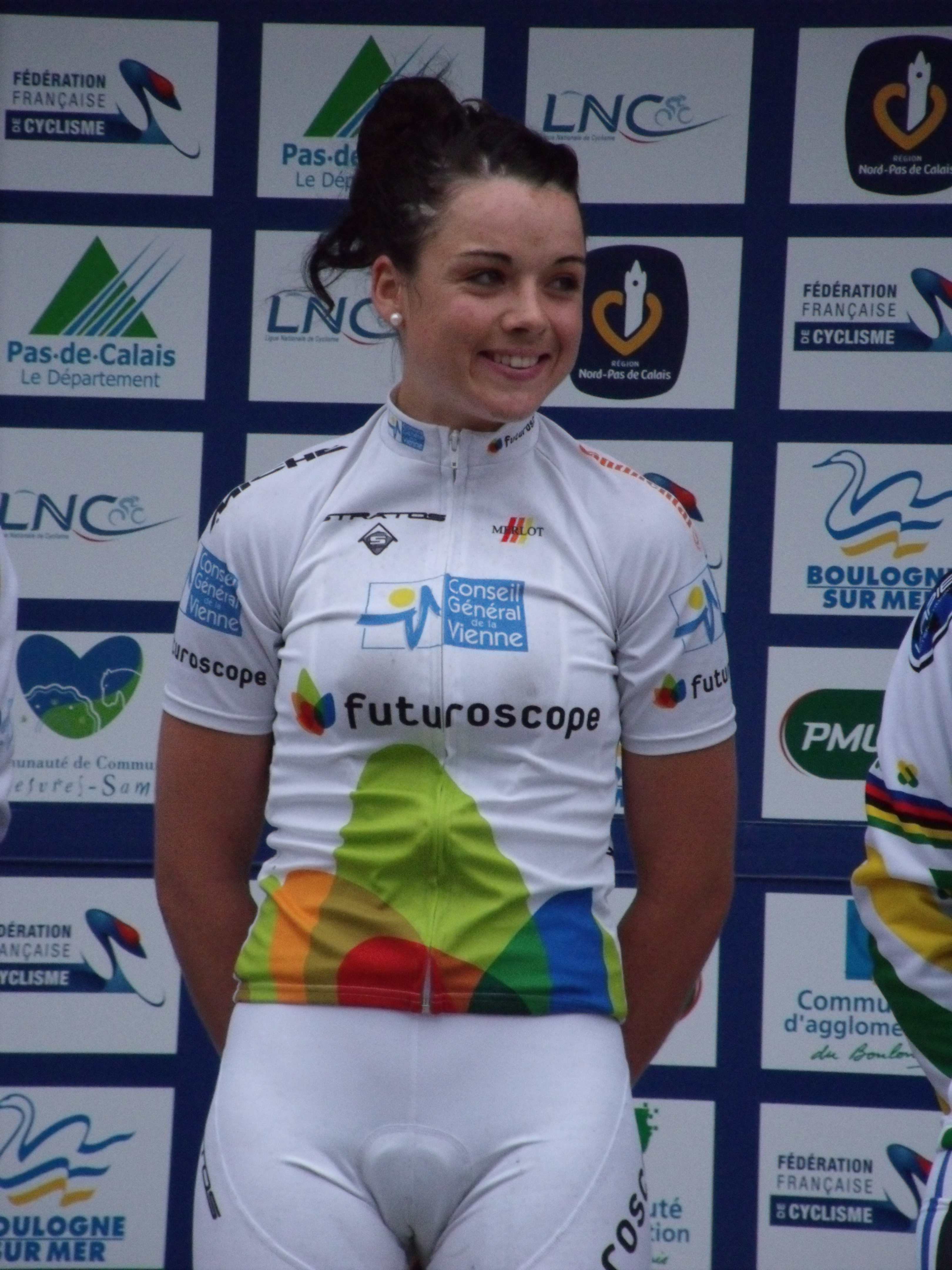
Cordon op Frans kampioenschap in 2011

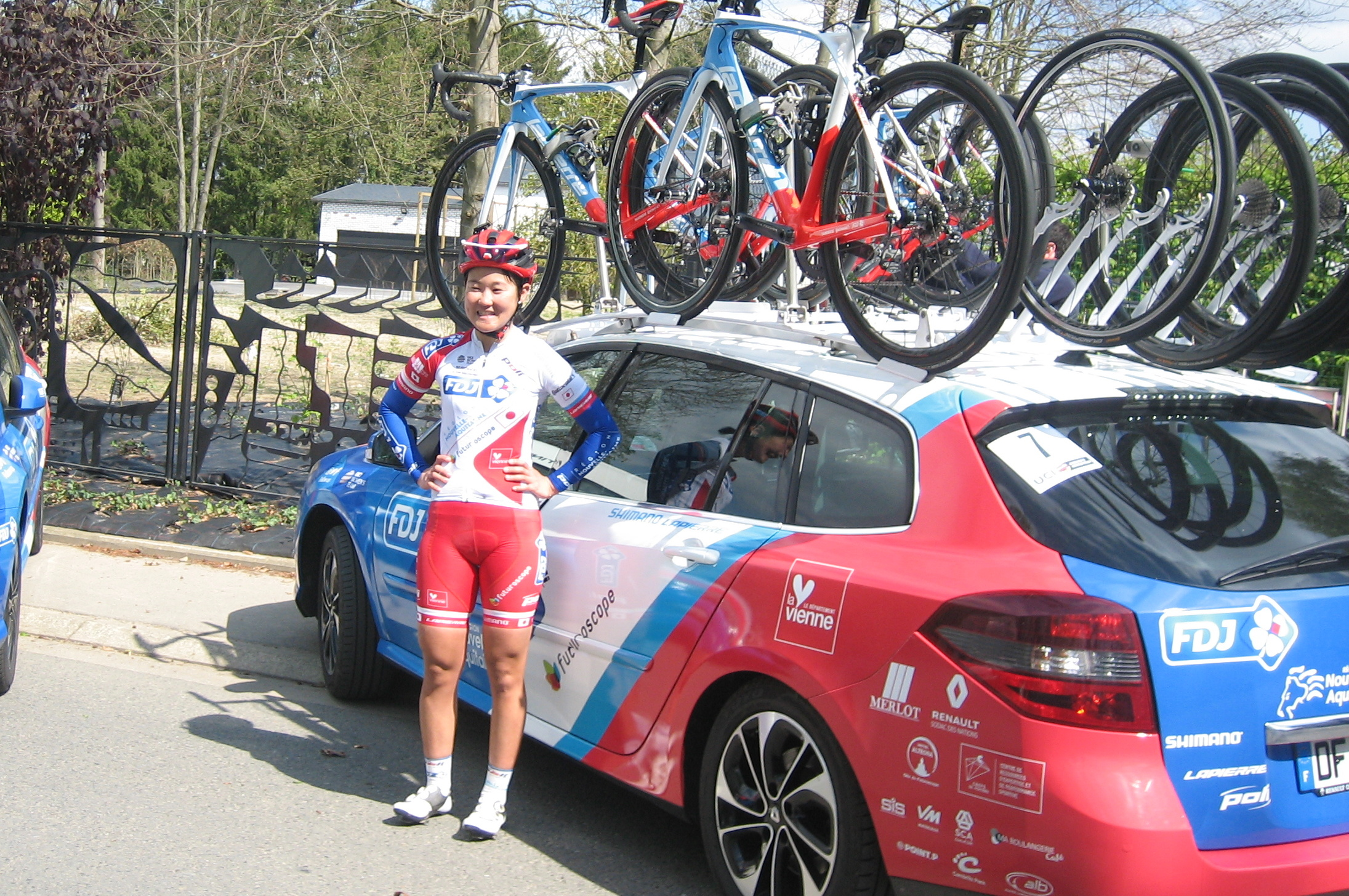
Eri Yonamine na de Waalse Pijl 2017

N.B. zie voor 2021-2025 de jaarpagina's.
2012
GP Cholet - Pays de Loire: Audrey Cordon
2013
 Eindklassement Tour de Bretagne: Audrey Cordon
5e etappe Tour de l'Ardèche: Karol-Ann Canuel
2014
Begijnendijk wegrit: Fiona Dutriaux
 Jongerenklassement Tour de Bretagne: Lucie Pader
1e en 5e etappe Trophée d'Or: Pascale Jeuland
2015
GP de Dottignies: Roxane Fournier
 Bergklassement Tour de Bretagne: Amelie Rivat
3e etappe Ronde van Chongming: Roxane Fournier
1e etappe Tour de l'Ardèche: Roxane Fournier
2016
2e en 7e etappe Route de France, Roxane Fournier
3e etappe Tour of Zhoushan Island, Roxane Fournier
2017
 Frans kampioene op de weg: Charlotte Bravard
 Japans kampioene op de weg: Eri Yonamine
 Japans kampioene tijdrijden: Eri Yonamine
2018
5e etappe Ronde van Thüringen: Rozanne Slik
GP d'Isbergues: Lauren Kitchen
2019
 Frans kampioene op de weg: Jade Wiel
La Périgord Ladies: Coralie Demay
2020
9e etappe Giro Rosa (WWT): Évita Muzic
Ronde van Emilia: Cecilie Uttrup Ludwig
Race Torquay: Brodie Chapman
Mannen: 1997 · 1998 · 1999 · 2000 · 2001 · 2002 · 2003 · 2004 · 2005 · 2006 · 2007 · 2008 · 2009 · 2010 · 2011 · 2012 · 2013 · 2014 · 2015 · 2016 · 2017 · 2018 · 2019 · 2020 · 2021 · 2022 · 2023 · 2024 · 2025
Vrouwen: 2021 · 2022 · 2023 · 2024 · 2025
Biannic · Bravard · Demay · Dreville · Duval · Eraud · Fournier · Gillow · Guilman · Knetemann · Richioud · Yonamine
Bravard · Demay · Duval · Fournier · Gillow · Grossetête · Guilman · Kitchen · Muzic · Richioud · Slik · Tenniglo
Becker · Borgli · Bravard · Demay · Duval · Fahlin · Gillow · Grossetête · Guilman · Kitchen · Le Net · Muzic · Richioud · Wiel
Borgli · Chapman · Duval · Fahlin · Gillow · Grossetête · Guilman · Kitchen · Le Net · Muzic · Uttrup Ludwig · Wiel
Borgli · Cavalli · Chapman · Duval · Fahlin · Grossetête · Guilman · Kitchen · Le Net · Muzic · Uttrup Ludwig · Wiel
Borgli · Brown · Cavalli · Chapman · Copponi · Duval · Fahlin · Grossetête · Guazzini · Guilman · Le Net · Muzic · Uttrup Ludwig · Wiel
Adegeest · Borgli · Brown · Cavalli · Copponi · Duval · Fahlin · Grossetête · Guazzini · Guilman · Le Net · Muzic · Uttrup Ludwig · Verhulst · Wiel
Adegeest · Brown   · Buysman · Cavalli · Curinier · Demay · Duval · Guazzini · Kraak · Le Net · Molengraaf · Muzic · Uttrup Ludwig · Verhulst · Vigilia · Wiel
Adegeest · Buysman · Chabbey · Curinier · Demay · Duval · Gery · Guazzini · Kraak · Labous · Le Net · Molengraaf · Muzic · Rayer · Vigilia · Vollering · Wiel · Wollaston